# 彭青 (维也纳)
彭青（德語：Penzing，發音：[ˈpɛntsɪŋ] ⓘ）是维也纳的第十四区，西面毗邻普尔克尔斯多夫和毛尔巴赫，南侧为. 该区包含大片绿地，包括施泰因霍夫公园、以及维也纳森林的一部分。该区著名建筑有富克斯大厦、奥托·瓦格纳医院等。

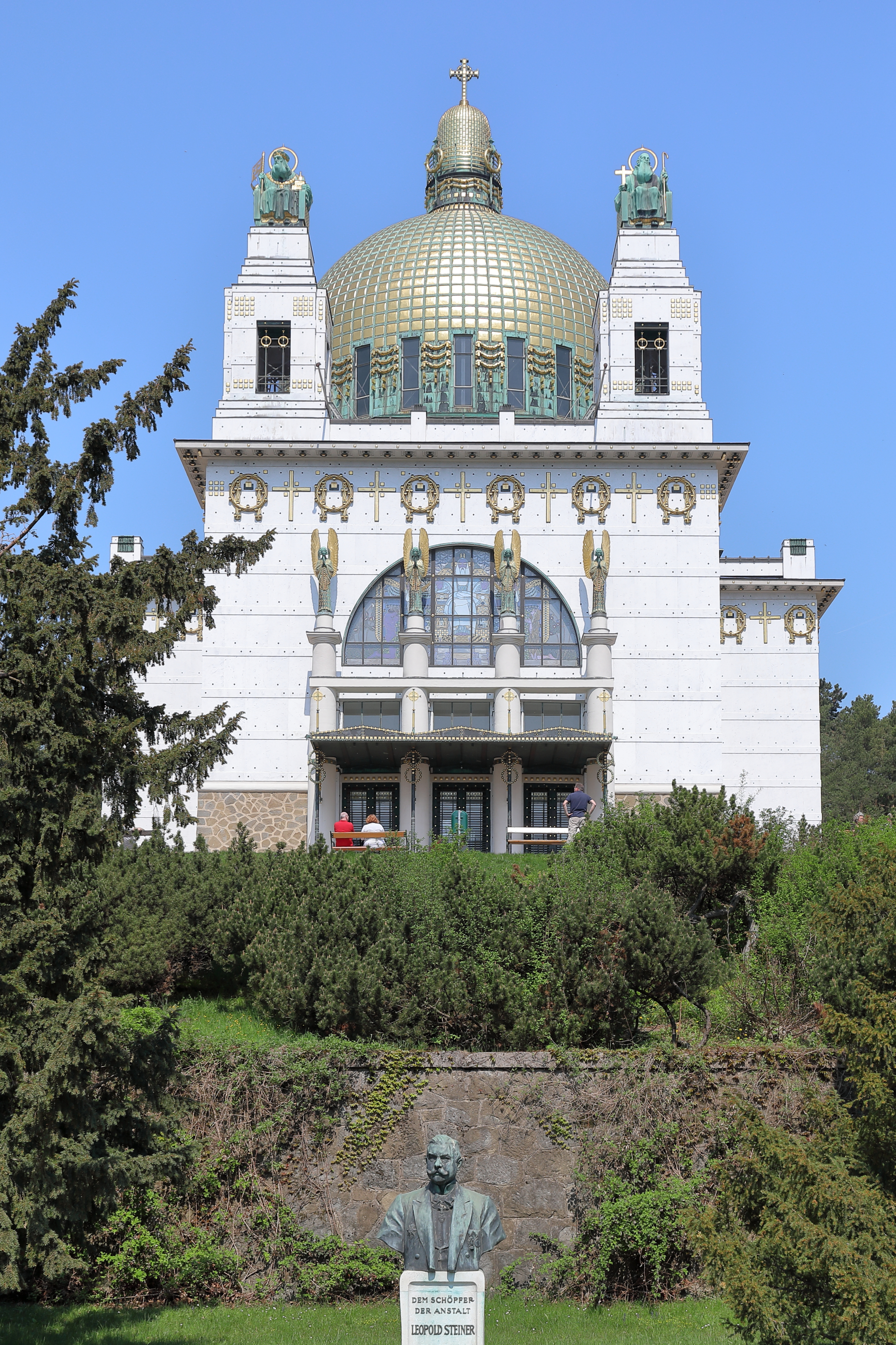
施泰因霍夫教堂